# ۸۸۷ (میلادی)
۸۸۷ (میلادی) هشتصد و هشتاد و هفتمین سال تقویم میلادی است.

## درگذشتگان
‎